# Agnès Bonnot
Pour les articles homonymes, voir Bonnot.
Agnès Bonnot, née le 13 mars 1949 à Marsaz (Drôme), est une actrice et une photographe française.

## Biographie
Agnès Bonnot est née en 1949 à Marsaz.
Elle étudie en faculté, puis est mannequin, comédienne et cascadeuse à cheval. Elle commence la photographie en 1976 et collabore brièvement à l'agence Viva.
En 1987, elle obtient le prix Niépce.

## Filmographie
- Au théâtre ce soir, dans le rôle de Loulou-la-Myope, 1973